# Henri Galliard
Pour les articles homonymes, voir Galliard.
Henri Lucien Galliard est un médecin et parasitologiste français, né à Paris le 24 décembre 1891 et mort dans la même ville le 2 octobre 1979. Il est connu pour ses travaux sur la filariose à Brugia malayi et l'anguillulose. 

## Biographie
Son père, Lucien Galliard (1852-1936), est médecin des Hôpitaux de Paris et chef de service à Lariboisière, d'une vieille famille de huguenots français et de navigateurs anglais. Dès son plus jeune âge, Henri Galliard est passionné par les voyages, il embarque pour servir à bord de cargos traversant l'Atlantique. 
Il est ensuite stagiaire bénévole à l'hôpital Lariboisière, où son père exerce. Il est externe des hôpitaux en 1912. Mobilisé dès 1914, Henri Galliard est médecin auxiliaire dans un régiment d’infanterie de l’armée française, puis comme médecin sous-lieutenant à partir de 1917. Il sera promu médecin capitaine en 1940.  
Docteur en médecine en 1921, il s'oriente vers la biologie et il est nommé assistant d’Émile Brumpt à la faculté de médecine, au laboratoire de parasitologie en 1922,. 

### Carrière
De 1925 à 1935, il enseigne à l’Institut de médecine coloniale et à l’école de malariologie de Paris. De 1925 à 1932, il réalise des recherches consacrées à l’étiologie et la transmission du paludisme et des missions de prospection en Corse, Italie, Sardaigne, Espagne et Tunisie,. En 1931-1932, chef de travaux de parasitologie à la faculté de médecine de Paris, il participe à une mission d’enquêtes épidémiologiques au Gabon, portant sur le paludisme, la maladie du sommeil, la filariose et leurs insectes vecteurs,.
Il est titulaire d'une licence ès-sciences en 1932 et d'un doctorat ès-sciences en 1935. Chef des travaux de parasitologie entre 1928 et 1930, il est délégué dans les fonctions d'agrégé jusqu'en 1933, puis agrégé cette même année. 
En 1933, il est nommé directeur de la faculté de médecine et pharmacie d’Indochine, à Hanoï, jusqu’en 1946, puis doyen honoraire en 1947,. De 1935 à 1946, il réalise des missions et voyages d'étude et de prospection scientifique en Indochine, Chine, Japon, Siam et dans l'archipel malais,. Au cours de cette période, il est vice-président du conseil de recherches scientifiques de l’Indochine, membre de la commission de l’enseignement à la conférence d’hygiène rurale des pays d’Extrême-Orient et correspondant permanent du conseil scientifique du Pacifique,. Il préside aussi la Société médico-chirurgicale de l'Indochine en 1937, et professe au cours de malariologie de Singapour en 1938.
En 1948, il donne des conférences à l’université du Sud de la Californie (Los Angeles). Il est ensuite chargé de mission en Amérique centrale, puis au Pakistan (1950-1953). Enfin, il est nommé professeur de parasitologie de la faculté de médecine de Paris. Chargé de mission en Égypte en 1951, par le doyen de la faculté de Paris, il participe au congrès de médecine du Pakistan à Karachi. Il pose, à Papeete, la première pierre de l'Institut de recherches médicales de la Polynésie française, destiné à lutter contre la filariose.
Lauréat de l'Académie de médecine (prix Monbinne), dont il devient membre en 1953, il est par ailleurs diplômé de l'école de malariologie de Rome en 1933. Membre de la Société de pathologie exotique et de la Société de biologie, il est également membre de la Royal Society of Tropical Medicine and Hygiene. Enfin, Henri Galliard est élu membre titulaire de la 4e section de l'Académie des sciences d'outre-mer le 6 juin 1952.

### Retraite active
Après sa retraite universitaire, il continue à mener une vie active, participant aux congrès internationaux et répondant aux appels de l'OMS pour des missions de terrain. En 1965, à l'âge de 74 ans, il est en mission sur les rives du Sénégal. En 1970, il étudie une « pathologie dite des barrages  » sur un lac de retenue du Ghana, où il reste perdu plusieurs heures sur un canot à moteur en panne.
Henri Galliard meurt le 2 octobre 1979 à Paris, à l'âge de 87 ans.

## Contributions
Dès le début de sa carrière, Henri Galliard s'intéresse au paludisme et de là à l'entomologie médicale. Sa thèse de doctorat en sciences porte sur la biologie des vecteurs de la maladie de Chagas.
Sa période la plus prolifique est celle durant laquelle il exerce à la faculté de médecine de Hanoï, de 1935 à 1946, où il couvre un large champ de médecine tropicale. Il découvre de nombreux vecteurs locaux et reproduit en laboratoire des cycles évolutifs complets. Il s'intéresse aux différentes distomatoses et filarioses. Il devient une autorité internationale sur la filariose à Bruga Malayi et sur la strongyloïdose. 
Ses recherches portent aussi sur l'éosinophilie parasitaire. Il remarque le rôle aggravant de la corticothérapie sur plusieurs parasitoses.

## Publications
- Titres et travaux scientifiques du Dr Henri Galliard, Masson et Cie, 1947, 23 p.
- Les Maladies parasitaires, coll. « Que sais-je ? », 1975.

## Décorations et distinctions
- Officier de la Légion d'honneur le 12 février 1952 à titre civil.
  - Chevalier le 25 décembre 1933 à titre militaire.
- Officier de l'ordre de la Santé publique (1955)[8]
- Croix du combattant
- Lauréat de l'Académie de médecine : prix Monbinne en 1935.
- Officier de l'Ordre du Million d'Éléphants et du Parasol blanc (Laos) le 16 mai 1941.
- Plaque d'honneur en Or dite du Khim-Khanh de deuxième classe - Ordre du Khim Khan Annam (Vietnam) le 21 janvier 1939.